# Heilig-Kreuz (Leszno)

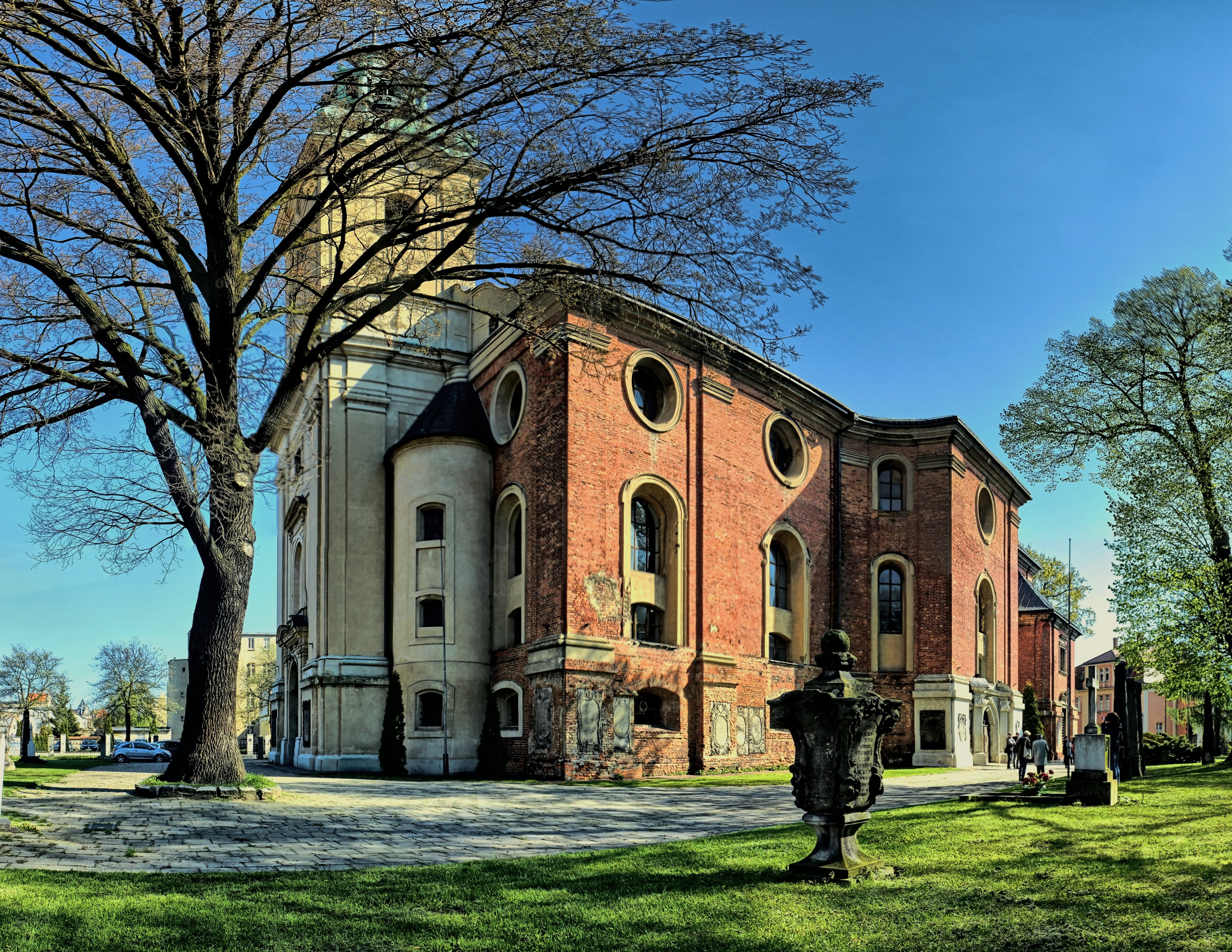
Die Heilig-Kreuz-Kirche in Leszno

Die Heilig-Kreuz-Kirche ist ein römisch-katholisches Gotteshaus in Leszno (Lissa) in Polen.

## Geschichte
Eine erste lutherische Kirche in Leszno wurde 1635 an dieser Stelle erbaut. Sie brannte 1656 aus, wurde neu gebaut und brannte 1707 erneut aus. Den Bauentwurf der dritten lutherischen Kirche fertigte Pompeo Ferrari an, die Bauarbeiten führte Jan Adam Stier durch. Die 1715 wegen der Gegenreformation in vereinfachter Form fertiggestellte Kirche galt gleichwohl als schönstes lutherisches Gotteshaus in Großpolen. Mit der Annexion westlicher Teile Polens mit Lissa durch Preußen kam die Gemeinde unter die Aufsicht des preußischen Lutherischen Oberkonsistoriums zu Berlin, dessen Aufgaben das Kultusministerium 1808 an sich zog, bevor die kirchlichen Aufgaben 1817 an die neu gegründete unierte Evangelische Kirche in den preußischen Landen überging. 1909 wurde der Turm mit einem 1743 von Karl Martin Frantz entworfenen Turmhelm gekrönt. Nach 1920 wechselte die lutherische Kreuzkirchengemeinde zur neuen Unierten Evangelischen Kirche in Polen.
Nach der Zerstörung durch die Rote Armee 1945 und Flucht und Vertreibung der meisten Kirchenmitglieder kam die beschädigste Kirche 1946 in den Besitz der Polnisch-Katholischen Kirche. 1982 wurde hier die römisch-katholische Pfarrgemeinde errichtet.

## Lapidarium
Das Lapidarium bei der Heilig-Kreuz-Kirche wurde in den Jahren 1950–1959 eingerichtet. Es besteht aus über 100 frei stehenden Grabsteinen aus dem Zeitraum von der ersten Hälfte des 17. Jahrhunderts bis zum 19. Jahrhundert. Sie befinden sich an den Mauern des Gotteshauses und an der Mauer, die den Kirchplatz umgibt. Die meisten von ihnen stammen aus den ehemaligen protestantischen Friedhöfen in Leszno. Der älteste Grabstein von 1625, der den Schmied Nitsch darstellt, befindet sich an der südwestlichen Mauerecke des Kirchplatzes.